# Scarus spinus
Scarus spinus là một loài cá biển thuộc chi Scarus trong họ Cá mó. Loài này được mô tả lần đầu tiên vào năm 1868.

## Từ nguyên
Từ định danh của loài trong tiếng Latinh có nghĩa là "sắc nhọn như gai", không rõ hàm ý, có lẽ đề cập đến răng nanh của cá đực và cá cái.

## Phạm vi phân bố và môi trường sống
S. spinus có phạm vi phân bố tập trung ở Tây Thái Bình Dương, thưa vắng hơn ở Đông Ấn Độ Dương (được ghi nhận tại quần đảo Cocos (Keeling), đảo Giáng Sinh và các rạn san hô vòng ngoài khơi Tây Úc). Từ vùng biển Việt Nam, loài này được ghi nhận tại hầu hết các nhóm đảo thuộc khu vực Tam giác San Hô; ngược lên phía bắc đến quần đảo Ryukyu (Nhật Bản); trải dài đến một số đảo quốc và quần đảo thuộc châu Đại Dương ở phía đông (xa nhất là đến quần đảo Samoa); giới hạn phía nam đến rạn san hô Great Barrier.
Môi trường sống của S. spinus là các rạn san hô viền bờ và rạn san hô trong các đầm phá ở độ sâu đến ít nhất là 25 m.

## Mô tả
S. spinus có chiều dài cơ thể tối đa được biết đến là 30 cm. Vây đuôi cụt hoặc hơi tròn ở cá cái, lõm sâu tạo thành hình lưỡi liềm ở cá đực. Cá đực còn có thêm răng nanh ở phía sau phiến răng mỗi hàm, trong khi cá cái chỉ có răng nanh ở hàm dưới.
Cá cái có màu nâu xám, ửng đỏ ở bụng, có thể xuất hiện các hàng đốm trắng. Cá đực có màu xanh lục lam, vảy trên thân có các vạch màu hồng tím. Mõm có màu vàng lục; hai bên má có màu vàng; dưới cằm có các vệt màu cá hồi pha hồng.
Số gai vây lưng: 9; Số tia vây ở vây lưng: 10; Số gai vây hậu môn: 3; Số tia vây ở vây hậu môn: 9; Số tia vây ở vây ngực: 13–14.

## Sinh thái học
Thức ăn của S. spinus chủ yếu là tảo. S. spinus đực có thể sống theo chế độ hậu cung, gồm nhiều con cái cùng sống trong lãnh thổ của nó. Cá cái có khi lẫn vào đàn của những loài cá mó khác.
S. spinus được đánh bắt làm thực phẩm, chủ yếu được tiêu thụ tại địa phương.